# Жилой дом (улица Коцюбинского, Чернигов)
Жилой дом — памятник архитектуры местного значения в Чернигове. Сейчас в здании размещается коммунальное предприятие «Черниговоблагролес».

## История
Решением исполкома Черниговского областного совета народных депутатов от 19.02.1985 № 75 присвоен статус памятник архитектуры местного значения с охранным № 17-Чг под названием Жилой дом.
Здание имеет собственную «территорию памятника» и расположено в «комплексной охранной зоне памятников исторического центра города», согласно правилам застройки и использования территории. На здании не установлена информационная доска.

## Описание
Дом был построен в начале 20 века на Сиверянской улице. В усадьбу входили сад и фонтан (не сохранились). 
Одноэтажный, деревянный на кирпичном фундаменте, прямоугольный в плане дом с башней. Башня — служит вторым (мансардным) этажом — выступает за красную линию ризалитом и смещена влево от центральной оси фасада дома. Дом имеет сложное асимметрическое строение с несколькими входами. Правее от башни расположен главный вход с крыльцом, также есть вход с левого края дома. Центральный вход (входные двери) оформлен романтическими мотивами, в частности стилизованным изображением арфы, изображением женской головы — богини Весты. Оригинальный по композиции усадебный дом, построенный в стиле модерн, с крыльцом на кованных колоннах и башней с шатровым верхом под железной крышей, выложенным в виде рыбьей чешуи. Узорчатые волнообразные орнаменты кованной декоративной короны шатровой кровли башни увенчаны орнаментально-декоративной облицовкой. 
Фасад обшит горизонтальной профильной шалёвкой и расчленён пилястрами, окрашен в тёмно-зелёный цвет. Сочетает античные формы с современностью, что проявляется в интересной облицовке окон: напоминающее женский силуэт. Окна фасада увенчаны резным деревянным декором голубого цвета, что имеет сходство с другим усадебным домом по Рыночной улице. Окна без наличников. 
Внутри здания сохранились оригинальные лепнина, кафель, а на крыльце на полу — метлахский кафель харьковского завода Бергенгейма. Дом сохранился в исконном виде, за исключением балкона второго этажа, который из-за ветхости был реставрирован по проекту архитектора Андрея Антоновича Карнабеда.
Большинство краеведов склоняются к мысли, что дом принадлежал Михайлу Александровичу Молявке, где он жил до 1917 года. После дом был национализирован, здесь размещались различные учреждения. Во время оккупации Чернигова немецко-фашистскими войсками, здесь размещался дом офицеров Вермахта.  
Сейчас в здании размещается коммунальное предприятие «Черниговоблагролес».